# Henri Calef
Pour les articles homonymes, voir Calef.
Henri Jacques Calef, né le 20 juillet 1910 à Plovdiv (Royaume de Bulgarie) et mort le 18 août 1994 dans le 20e arrondissement de Paris, est un réalisateur et scénariste français d'origine bulgare.

## Biographie
Juif originaire de Bulgarie, il effectue ses études secondaires et supérieures en France. Licencié en philosophie et diplômé de l'École supérieure de commerce de Paris, il est d'abord journaliste cinématographique avant de devenir l'assistant de Pierre Chenal et d'André Berthomieu. 
Proche du Parti communiste français, il refuse de porter l'étoile jaune durant l'Occupation allemande et se cache en France avec l'aide de plusieurs scénaristes sur la Côte d'Azur, dont Serge de Poligny pour qui il collabore à La Fiancée des ténèbres.
Il écrit son premier film majeur avec Charles Spaak, Jéricho, en 1946, consacré à des résistants dans la prison d'Amiens, ce qui lui vaut, avec l'adaptation de Chouans, une « petite réputation ». Il fait tourner l'année suivante Anouk Aimée pour la première fois, dans La Maison sous la mer.
Henri Calef est membre du jury lors du Festival de Cannes 1954.
En 1963, il réalise L'Heure de la vérité, en collaboration avec Edgar Morin et Maurice Clavel, histoire d'un ancien commandant de camp de concentration nazi se faisant passer pour un rescapé de la Shoah en Israël. Il tente un retour en 1973 avec Féminin, féminin.
Il écrit également des ouvrages historiques.
Il est inhumé au cimetière parisien de Bagneux (division 56).

## Filmographie

### Cinéma
en tant qu'assistant-réalisateur
- 1935 : La Fille de madame Angot de Jean Bernard-Derosne
- 1935 : Les Gaietés de la finance de Jack Forrester
- 1936 : Pantins d'amour de Walter Kapps
- 1937 : L'Escadrille de la chance de Max de Vaucorbeil
- 1937 : L'Affaire Lafarge de Pierre Chenal
- 1938 : Les Nouveaux Riches d'André Berthomieu
- 1938 : La Maison du Maltais de Pierre Chenal
- 1938 : L'Inconnue de Monte-Carlo d'André Berthomieu
- 1938 : Eusèbe député d'André Berthomieu
- 1939 : Le Dernier Tournant de Pierre Chenal
- 1939 : Tourbillon de Paris d'Henri Diamant-Berger
- 1940 : Soyez les bienvenus de Jacques de Baroncelli.

en tant que réalisateur
- 1945 : L'Extravagante Mission
- 1946 : Jéricho
- 1947 : Les Chouans d'après le roman d'Honoré de Balzac
- 1947 : La Maison sous la mer

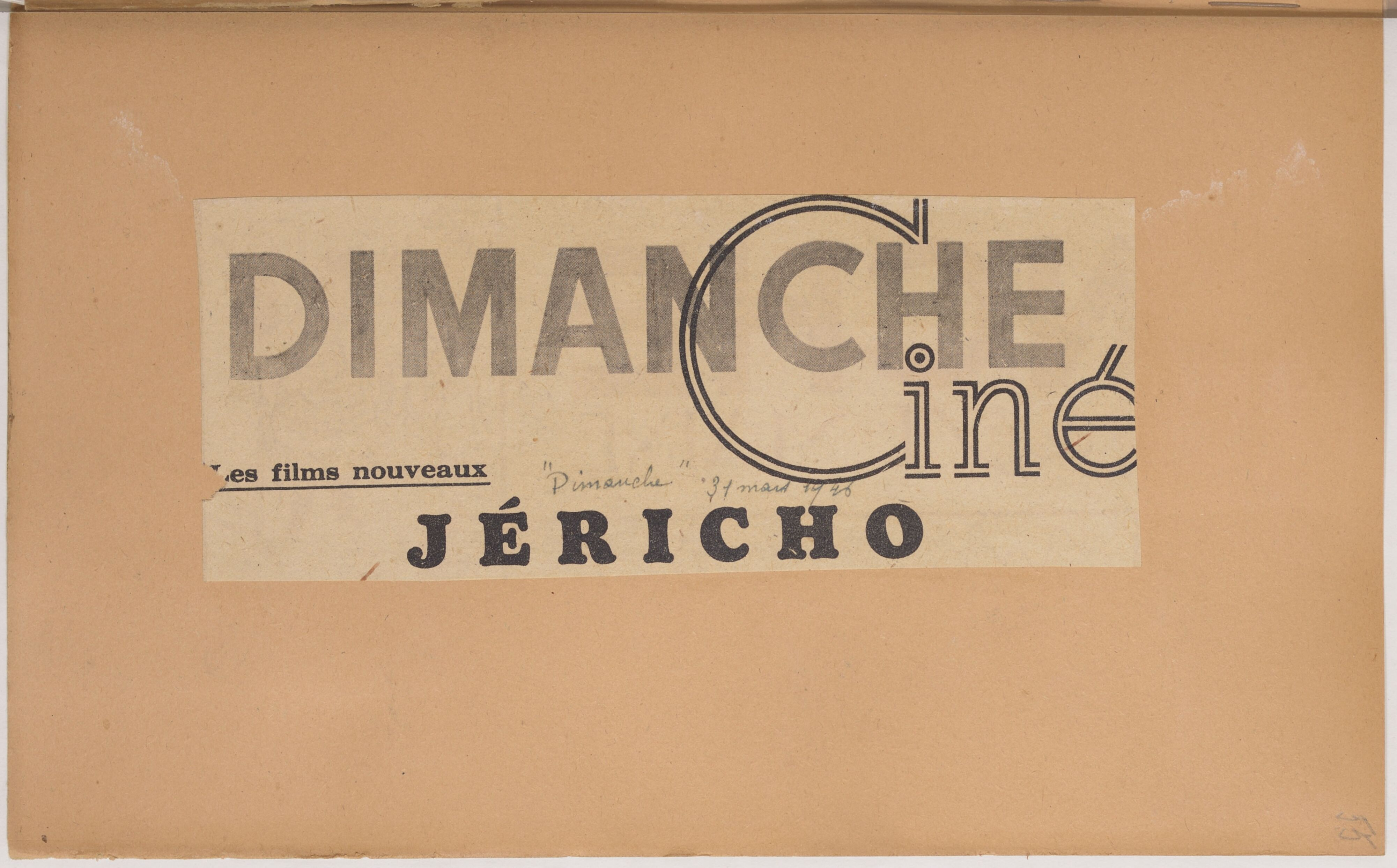
Coupure de presse de Dimanche Ciné à propos du film Jéricho (1946)

- 1948 : Le Carrefour des passions (Gli uomini sono nemici) - non crédité
- 1948 : Bagarres d’après le roman de Jean Proal
- 1949 : Les Eaux troubles
- 1950 : La Souricière
- 1951 : La Passante
- 1951 : Ombre et Lumière
- 1953 : Les amours finissent à l'aube
- 1954 : Paris (court-métrage)
- 1954 : Le Secret d'Hélène Marimon
- 1958 : Les Violents
- 1965 : L'Heure de la vérité
- 1973 : Féminin-féminin

### Télévision
en tant que réalisateur
- 1977 : Les Dossiers de l'écran : Jean Moulin
- 1979 : Les Dossiers de l'écran : Le Procès de Riom
- 1980 : Baccarat ou les Verres du Tsar.

## Publications
- Henri Calef, Jean Moulin, une vie : 20 juin 1899-21 juin 1943, Paris, Plon, 1980, 430 p. (ISBN 2-259-00598-5)
- Henri Calef, Le Sabordage de la Troisième République, Paris, Perrin, 1988, 475 p. (ISBN 2-262-00519-2, ISSN 0981-7859)